# مأموران مخفی (فیلم)
مأموران مخفی (فرانسوی: Agents Secrets‎) یک فیلم جنایی فرانسوی به کارگردانی فردریک شوندورفر است که در سال ۲۰۰۴ منتشر شد.

## بازیگران
- ونسان کسل
- مونیکا بلوچی
- آندری دوسولیه
- شارل برلینگ
- برونو تودشینی
- سرژ آویدیکیان
- سیمون آندرئو
- نایوا نیمری
- سرخیو پریس-منچتا